# عملية ساركوي
عملية ساركوي (بالبلغارية: Битка при Шаркьой) ، (بالتركية: Şarköy Çıkarması) وقعت في الفترة بين 9 و11 فبراير 1913 وذلك أثناء معارك حرب البلقان الأولى بين بلغاريا والدولة العثمانية ، حيث حاول العثمانيون شن هجوم مضاد علي البلغاريين المحاصريين لمدينة أدرنة، ولكنهم هزموا من قبل البلغاريين في معركتي بولير و ساركوي .